# Ємелтауський сільський округ
Ємелта́уський сільський округ (каз. Емелтау ауылдық округі, рос. Емелтауский сельский округ) — адміністративна одиниця у складі Аягозького району Абайської області Казахстану. Адміністративний центр та єдиний населений пункт — село Ємелтау.
Населення — 300 осіб (2021; 606 у 2009, 782 у 1999, 1192 у 1989).
Станом на 1989 рік існувала Емельтауська сільська рада (села Акшора, Емельтау, Косабай) колишнього Чубартауського району.

## Склад
До складу округу входять такі населені пункти:
| Населений пункт | Старі назви | Населення, осіб (1989) | Населення, осіб (1999) | Населення, осіб (2009) | Населення, осіб (2021) |
| --------------- | ----------- | ---------------------- | ---------------------- | ---------------------- | ---------------------- |
| Акшора, село    | -           | 151                    | -                      | -                      | -                      |
| Ємелтау, село   | Емельтау    | 872                    | 782                    | 606                    | 300                    |
| Косабай, село   | -           | 169                    | -                      | -                      | -                      |